# Horismenus butcheri
Horismenus butcheri är en stekelart som beskrevs av Christer Hansson och Aebi 2004. Horismenus butcheri ingår i släktet Horismenus och familjen finglanssteklar. Inga underarter finns listade i Catalogue of Life.